# 琴南町
琴南町（ことなみちょう）は、香川県にあった町。仲多度郡に属した。香川県の南部に広がる讃岐山脈北麓の中央に位置し、丘陵地が広がっている。町の中央を南北に流れる土器川に沿うように国道があり三頭トンネルで徳島県に通ずる交通の一窓口となっている。
2006年3月20日、仲南町・満濃町と合併し、まんのう町となった。

## 地理
香川県の南部に広がる讃岐山脈北麓の中央に位置し、丘陵地が広がっている。町の中央には南北に一級河川である土器川が流れる。
- 山：竜王山、大川山、笠形山、城山
- 池：備中地池
- 川：土器川

## 歴史
- 1956年（昭和31年）9月29日 -　綾歌郡美合村、造田村が合併し、琴南村（ことなみむら）となる。
- 1957年（昭和32年）11月1日 - 郡界の変更により、仲多度郡に属する。
- 1962年（昭和37年）4月1日 - 町制施行し、琴南町となる。
- 2006年（平成18年）3月20日 - 仲南町、満濃町と合併し、まんのう町を新設して消滅。

## 産業
特産品
- シイタケ
- キャベツ

## 教育

### 学校

#### 小学校
- 琴南町立西小学校
- 琴南町立東小学校

上の二つが合併し、まんのう町立琴南小学校

#### 中学校
- 琴南町立琴南中学校

## 交通

### 鉄道
町内を鉄道路線は通っていない。最寄り駅は、四国旅客鉄道土讃線塩入駅。

### 道路
- 一般国道：国道438号
- 県道
  - 主要地方道
    - 香川県道17号府中琴南線（現、香川県道17号府中造田線）
    - 香川県道39号国分寺琴南線（現、香川県道39号国分寺中通線）

  - 一般県道
    - 香川県道・徳島県道108号琴南三野線（現、香川県道・徳島県道108号勝浦三野線）
    - 香川県道265号枌所西造田線

## 名所・旧跡・観光スポット・祭事・催事
- 美霞洞渓谷
- 美霞洞温泉（町営）
- エピアみかど（道の駅ことなみ）
- 大滝大川県立自然公園
- 大川山キャンプ場
- 大川念仏踊り